# Kong Karls Land
Kong Karls Land er navnet på en gruppe øer på øgruppen Svalbard. Øerne dækker et samlet areal på 332 km2, og består af Kongsøya, Svenskøya, Abeløya, Helgolandøya og Tirpitzøya, hvor Kongsøya er den største med sine 195 km². 
Øgruppen har den største bestand af isbjørne på Svalbard, og er sammen med Nordaustlandet og Kvitøya, en del af Nordaust-Svalbard naturreservat. Alt trafik er forbudt på de fem øer, og sejlads samt flyvning er ikke tilladt i en radius på 500 meter.
Kong Karls Land blev opdaget i 1617 af en ekspedition fra Muscovy Company.